# Xenodium
Xenodium es un género de hongos en la familia Elsinoaceae.